# Killer Queen
Killer Queen là một bài hát của ban nhạc Queen của Anh. Bài hát có trong album Sheer Heart Attack phát hành năm 1974, do Freddie Mercury, linh hồn của ban nhạc sáng tác.
Mercury nói rằng bài hát có ảnh hưởng từ những tác phẩm của Beatles, còn phần lời thì bị ảnh hưởng của Beach Boys và Noel Coward. Anh đã viết lời trước tiên cho bài hát và sau đó thì sáng tác nhạc cho phù hợp. Phần hòa âm được làm công phu, kỹ lưỡng từ 4 phần giọng khác nhau (đặc biệt ở trong phần điệp khúc và trong phần hát nền của các đoạn trong bài hát), và phần ghi ta sô lô cũng rất trau chuốt của Brian May nữa.
Nội dung bài hát về một gái điếm hạng sang. Bài hát đã nhắc đến Maria Antonia của Áo, vương hậu của Pháp, và nhắc đến cả những nhà chính trị nổi tiếng trong những năm của thập kỷ 1950, 1960 Khrushchev và Kennedy.
Bài hát đã đứng thứ 2 trong bảng xếp hạng của Anh.
Bài hát cũng truyền cảm hứng cho Araki Hirohiko tạo nên stand Killer Queen trong  Jojo. 

Paul Rodgers đã nói rằng bài hát đã không được hát trong khi Queen + Paul Rodgers đang lưu diễn do: "the melodies are just too on the spot".

## Phiên bản cover
- Sum 41 đã hát bài này trong album Killer Queen: A Tribute to Queen.
- Một phiên bản của Killer Queen đã có trong trò chơi Guitar Hero và Taiko: Drum Master trong PlayStation 2, có cả trong trò chơi Guitar Freaks và Drummania.